# Twee fantasieën voor hobo en piano
Twee fantasieën voor hobo en piano (FS8), opus 2 is een compositie van de Deense componist Carl Nielsen. Het tweedelig werk is geschreven voor de hoboïst Olivo Krause, de vaste hoboïst van het Koninklijk Deens Orkest van voor de eeuwwisseling.
Nielsen had net zijn muziekopleiding voltooid en had nog niet zoveel vertrouwen in zijn eigen kunnen; hij liet het werk controleren door zijn docent muziektheorie van de Muziekacademie in Kopenhagen, Orla Rosenhoff; zij heeft slechts enkele verbeteringen voorgesteld in de pianopartij.
De twee delen luiden:
1. Romance: andante con duolo
2. Humoresque : allegro scherzando

## Bron en discografie
- Uitgave Dacapo; Diamant Ensemble